# Col Marias
Le col Marias (Marias Pass en anglais) est un col de montagne à la limite sud-est du parc national de Glacier dans l'État du Montana aux États-Unis.
Situé à 1 588 m d'altitude, le col permet de franchir le Continental Divide au niveau du chaînon Lewis. Il se situe à la frontière de la forêt nationale Lewis et Clark et de la forêt nationale de Flathead. En hiver, il s'agit du col le plus au nord du pays à rester ouvert et permettant de franchir le Continental Divide.

## Histoire
Le col fut découvert en décembre 1889 par John Frank Stevens qui était l'ingénieur principal du chemin de fer du Great Northern Railway. Sa localisation était présumée depuis plusieurs années à la suite de rumeurs mais ce fut Stevens aidé d'un guide indien Pied-Noir nommé Coonsah qui le découvrit réellement. Le col était idéal pour le passage d'un chemin de fer car son approche passait par une vallée large ne nécessitant pas de gros travaux d’excavation des roches des montagnes.
La construction du chemin de fer débuta le 1er août 1890.  De nos jours, l'U.S. Route 2, le BNSF Railway et l'Empire Builder d'Amtrak franchissent le col.  Une statue de John Frank Stevens et un obélisque se situent au col.